# Королевская медаль Воздаяния
Королевская медаль Воздаяния (дат. Den Kongelige Belønningsmedalje) — действующая государственная награда Дании, младшая по отношению к ордену Данеброг, наградная медаль для гражданских лиц, наряду с медалью «За заслуги».
Решение о вручении медали принимает правящий монарх Дании, без совещания с правительством страны, барельеф с профилем действующего монарха нанесён на лицевую сторону медали. Имя монарха опоясывает профиль. На задней стороне медали изображён венок из дубовых листьев.
Награда учреждена Королём Кристианом IX 4 сентября 1865 года. В устав периодически вносятся изменения.
Медаль изготавливается на Королевском Монетном дворе Дании. В зависимости от степени, производится из позолоченного серебра, или просто из серебра, увенчана или не увенчана короной того же металла.
На боковой стороне медали гравируется имя награждённого. Медаль носится на красной ленте с белым крестом и внешне очень похожа на медаль «За заслуги».
Медаль обычно вручается за 40 лет беспорочной государственной службы, или 50 лет беспорочной службы в частном секторе, являясь, таким образом, отдалённым аналогом советской медали Ветеран труда.
Медаль имеет четыре степени:
- Золотая медаль с короной.
- Золотая медаль.
- Серебряная медаль с короной.
- Серебряная медаль.